# Turó de la Serreta
El turó de la Serreta és una elevació del terreny a la ciutat de Lleida (Segrià), que separa els barris de la Universitat i de l'Escorxador i que ha estat progressivament urbanitzat des de la fi del segle xix. Juli Cèsar en fa referència fent servir la paraula tumulus. La part més baixa s'ubica als voltants de la Rambla d'Aragó i es va fent més inclinat fins al seu punt més alt entorn el carrer del Doctor Combelles. De l'altre costat presenta un aspecte més escarpat, si bé l'any 2002 s'hi van inaugurar uns jardins i es van millorar els accessos a la part superior des del carrer de Lluís Companys. Antigament fora del recinte emmurallat de la ciutat, havia estat conegut amb el nom de Puig Bordell, en referència a la prostitució que s'hi devia exercir com a terreny reservat per les autoritats municipals, els Paers, per aquesta activitat durant l'edat mitjana.

## Història
L'any 49 aC, en temps de la segona guerra civil romana, hi tingué lloc un dels episodis més coneguts de la batalla d'Ilerda entre Juli Cèsar i Pompeu. D'altra banda, a finals del segle xvii es va sol·licitar la construcció d'un convent de caputxins en aquesta part de l'horta de Lleida, i el 1598 va començar a ser edificat. Tan aviat com el 1638 els caputxins van demanar de ser traslladats a causa del mal estat que presentava l'edifici, però en lloc d'això van decidir restaurar-lo. L'edifici va ser abandonat el 1641 a causa de la Guerra dels Segadors, i finalment va ser canviar de seu a Barcelona. L'any 1707, durant el Setge de Lleida, en el marc de la Guerra de Successió Espanyola, també veié enfrontaments en aquesta àrea de la ciutat. El convent va ser desamortitzat el 1835 i el 1850 va deixar d'existir.